# Формула-1 — Гран-прі Сан-Марино 1981
Гран-прі Сан-Марино 1981 року (італ. 1-o Gran Premio di San Marino) — перший офіційний гран-прі Сан-Марино, який став четвертим етапом чемпіонату світу 1981 року з автоперегонів у класі Формула-1. Відбувся 3 травня на автодромі імені Діно Феррарі поблизу  Імоли. П'ята перемога в кар'єрі та друга поспіль за рік бразильця Нельсона Піке — віце-чемпіона попереднього року.
Перше коло стало єдиним і останнім у Формулі-1 для Мігеля-Анхеля Герри.
Команда Лотус-Форд не брала участі у перегонах. Команда АТС-Форд єдиний раз у сезоні намагалася виступити двома машинами, але Ян Ламмерс не пройшов кваліфікацію.

## Перегони
|      | Пілот               | Команда          | Кіл               | Час               | Старт | Очок |
| ---- | ------------------- | ---------------- | ----------------- | ----------------- | ----- | ---- |
| 1    | Нельсон Піке        | Бребгем-Форд     | 60                | 1:51:23.97        | 5     | 9    |
| 2    | Рікардо Патрезе     | Ерроуз-Форд      | 60                | +4.58             | 9     | 6    |
| 3    | Карлос Ройтеманн    | Вільямс-Форд     | 60                | +6.34             | 2     | 4    |
| 4    | Ектор Ребаке        | Бребгем-Форд     | 60                | +22.89            | 13    | 3    |
| 5    | Дідьє Піроні        | Феррарі          | 60                | +25.87            | 6     | 2    |
| 6    | Андреа де Чезаріс   | Макларен-Форд    | 60                | +1:06.61          | 14    | 1    |
| 7    | Жиль Вільньов       | Феррарі          | 60                | +1:41.97          | 1     |      |
| 8    | Рене Арну           | Рено             | 59                | +1 коло           | 3     |      |
| 9    | Марк Зурер          | Енсайн-Форд      | 59                | +1 коло           | 21    |      |
| 10   | Джон Ватсон         | Макларен-Форд    | 58                | +2 кола           | 7     |      |
| 11   | Патрік Тамбе        | Теодор-Форд      | 58                | +2 кола           | 16    |      |
| 12   | Алан Джонс          | Вільямс-Форд     | 58                | +2 кола           | 8     |      |
| 13   | Слім Борґуд         | АТС-Форд         | 57                | +3 кола           | 24    |      |
| НКЛ  | Жан-П'єр Жабуї      | Ліж'є-Матра      | не кваліфікований | аварія            | 18    |      |
| Схід | Елізео Саласар      | Марч-Форд        | 38                | тиск масла        | 23    |      |
| Схід | Мікеле Альборето    | Тіррелл-Форд     | 31                | аварія            | 17    |      |
| Схід | Беппе Габ'яні       | Озелла-Форд      | 31                | аварія            | 20    |      |
| Схід | Бруно Джакомеллі    | Альфа-Ромео      | 28                | аварія            | 11    |      |
| Схід | Едді Чівер          | Тіррелл-Форд     | 28                | аварія            | 19    |      |
| Схід | Маріо Андретті      | Альфа-Ромео      | 26                | коробка передач   | 12    |      |
| Схід | Кеке Росберг        | Фіттіпальді-Форд | 14                | двигун            | 15    |      |
| Схід | Жак Лаффіт          | Ліж'є-Матра      | 7                 | зіткнення з Арну  | 10    |      |
| Схід | Ален Прост          | Рено             | 3                 | коробка передач   | 4     |      |
| Схід | Мігель-Анхель Герра | Озелла-Форд      | 0                 | удар від Саласара | 22    |      |
| НКВ  | Зіґфрід Стор        | Ерроуз-Форд      |                   |                   |       |      |
| НКВ  | Дерек Делі          | Марч-Форд        |                   |                   |       |      |
| НКВ  | Ян Ламмерс          | АТС-Форд         |                   |                   |       |      |
| НКВ  | Чіко Серра          | Фіттіпальді-Форд |                   |                   |       |      |
| НКВ  | Дерек Ворвік        | Тоулман-Харт     |                   |                   |       |      |
| НКВ  | Браян Гентон        | Тоулман-Харт     |                   |                   |       |      |

## Кола лідирування
- 1—14 — Жиль Вільньов;
- 15—46 — Дідьє Піроні;
- 47—60 — Нельсон Піке.

## Положення в чемпіонаті після Гран-прі
| Поз | Пілот            | Очки |
| --- | ---------------- | ---- |
| 1   | Карлос Ройтеманн | 25   |
| 2   | Нельсон Піке     | 22   |
| 3   | Алан Джонс       | 18   |
| 4   | Рікардо Патрезе  | 10   |
| 5   | Ален Прост       | 4    |

| Поз | Конструктор  | Очки |
| --- | ------------ | ---- |
| 1   | Вільямс-Форд | 43   |
| 2   | Бребгем-Форд | 25   |
| 3   | Ерроуз-Форд  | 10   |
| 4   | Рено         | 6    |
| 5   | Альфа Ромео  | 3    |

- Примітка: Тільки 5 позицій включені в обидві таблиці.